# Luftwaffen-Sportverein Stettin
Il Luftwaffen-Sportverein Stettin, meglio conosciuto come LSV Stettin, è stata una società polisportiva tedesca, con sede a Stettino.

## Calcio

### Storia
Il club venne fondato nel 1939, all'inizio della seconda guerra mondiale, come rappresentativa sportiva della locale base della Luftwaffe. 
La squadra si impose immediatamente nella Sportbereichsklasse Pommern, accedendo alla fase nazionale della Gauliga 1940-1941, in cui ottenne il secondo posto nel Gruppo 1b.
Nel 1942 raggiunse i quarti di finale della Tschammerpokal, perdendoli contro il Werder Brema.
Il LSV Stettino rimase ai vertici del proprio girone anche nelle stagioni seguenti, pur non riuscendo ad accedere alla fase nazionale.
Pur avendo iniziato il campionato 1944-1945, a causa del negativo svolgersi della guerra per la Germania, su ordine dell'alto comando della Wehrmacht, la squadra pomerana, come tutte quelle militari, dovette interrompere ogni attività sportiva. La città di Stettino, al termine del conflitto mondiale passò alla Polonia ed il club non venne più ricostituito.

## Pallamano
La sezione di pallamano vinse il campionato pomerano del 1940-1941, accedendo così alla fase nazionale del torneo, da cui venne eliminato al primo turno dal LSV Posen.